# CSS Assurance
Pour les articles homonymes, voir CSS.
La CSS Assurance est un groupe suisse spécialisé dans l'assurance-maladie. Nommée Caisse-maladie et accidents chrétienne-sociale suisse (CMCS) jusqu'en 1987, elle a son siège à Lucerne depuis 1919.  
Avec plus de 1,5 million de personnes assurées dans l'assurance obligatoire des soins en 2023, la CSS est l’une des plus grandes assurances de base de Suisse. 

## Histoire
Stimulé par l'encyclique Rerum novarum du pape Léon XIII en 1891, Johann Baptist Jung crée en 1899 à Saint-Gall la caisse-maladie de l'association des ouvriers catholiques. Elle compte alors 60 membres.
La création d'autres sections suivent, toutes réunies en 1905 dans une association (dite Vorort) des caisses-maladie chrétiennes-sociales de Suisse, dont le siège est à Saint-Gall. Une centralisation, touchant 90 % des primes, est entreprise en 1910. La CMCS devient membre du concordat des caisses maladie suisses en 1912 et le Conseil fédéral la reconnaît en 1914. Le siège central est transféré à Lucerne en 1919.
Le mensuel Christlichsoziale Krankenkasse, envoyé à tous les membres, voit le jour en 1925 ; son pendant français, Caisse-maladie chrétienne-sociale suisse, en 1948. Les restrictions politiques et confessionnelles sont abandonnées en 1958.
Fonctionnant jusque-là selon une logique de mutuelle, la CSS se lance à partir de 2004 dans une logique de conglomérat.
Le groupe CSS reprend Intras Assurances en novembre 2007, ce qui lui permet de devenir le premier assureur du pays, devant Helsana et le Groupe Mutuel.
À la fin 2013, la CSS quitte l'association faîtière des assureurs-maladie Santésuisse aux côtés d'Helsana et de Sanitas (de). Ils créent une nouvelle association en 2014, nommée Curafutura et présidée par le conseiller national Ignazio Cassis, afin de défendre « un système de santé libéral où l'État joue uniquement un rôle subsidiaire ».
En milieu d'année 2020, la CSS se sépare de ses affaires d'entreprises ; la branche est vendue au Zurich Insurance Group.
Le 1er janvier 2022, la CSS adapte la structure de son groupe. Dans l'assurance de base, les sociétés INTRAS Assurance-maladie SA et Sanagate SA fusionnent avec Arcosana SA. Dans le domaine des assurances complémentaires, INTRAS Assurance SA fusionne avec la CSS Assurance SA. Une année plus tard, au 1er janvier 2023, Arcosana SA fusionne avec la CSS Assurance-maladie SA.
Début 2022, la CSS renouvelle son identité de marque. L'ancien logo avec le cristal cyan a été utilisé pendant 35 ans. Avec le nouveau logo, la désignation "Assurance" est supprimée.
En août 2022, la CSS se voit ordonner par l'Autorité fédérale de surveillance des marchés financiers de rembourser à ses assurés 129 millions de francs de primes perçues en trop entre 2013 et 2019 dans l’assurance complémentaire pour des frais (courtiers externes, gestion, publicité) qui auraient dû être partagés ou mieux répartis avec l'assurance obligatoire des soins.

### Chiffres
2023 : 1,7 million de clients, 6,9 milliards de primes, 2 900 employés et 101 agences.
2018 : 1,38 million d'assurés, bénéfice de 153 millions de francs.
2007 (après la fusion avec Intras) : 1,6 million d'assurés, 4,6 milliards de primes.
2003 : 1,17 million d'assurés, 1 907 employés et 220 agences.

## Domaines d'activité
La CSS Holding SA se compose de plusieurs sociétés. La CSS Assurance-maladie SA gère l'assurance obligatoire des soins (régie par la loi sur l'assurance-maladie et soumise à l'Office fédéral de la santé publique), tandis que la CSS Assurance SA s'occupe des assurances complémentaires et d'autres produits d'assurance (régies par la loi sur le contrat d'assurance et soumises à l'Autorité fédérale de surveillance des marchés financiers).
Depuis juin 2019, sur la base d'une convention-cadre passée avec le Secrétariat d'État aux migrations,  la CSS admet, toutes les personnes requérantes d'asile et tenues de quitter le pays qui séjournent dans les centres fédéraux pour requérants d'asile.
Depuis juin 2019, la CSS admet dans l'assurance obligatoire des soins, sur la base d'une convention-cadre passée avec le Secrétariat d'État aux migrations, tous les requérants d'asile tenus de quitter le pays qui séjournent dans des centres fédéraux.